# Bebenhausen
Bebenhausen is een plaats in de Duitse gemeente Tübingen, deelstaat Baden-Württemberg, en telt 347 inwoners (30-06-2007).
De plaats is bekend om haar Abdij van Bebenhausen.

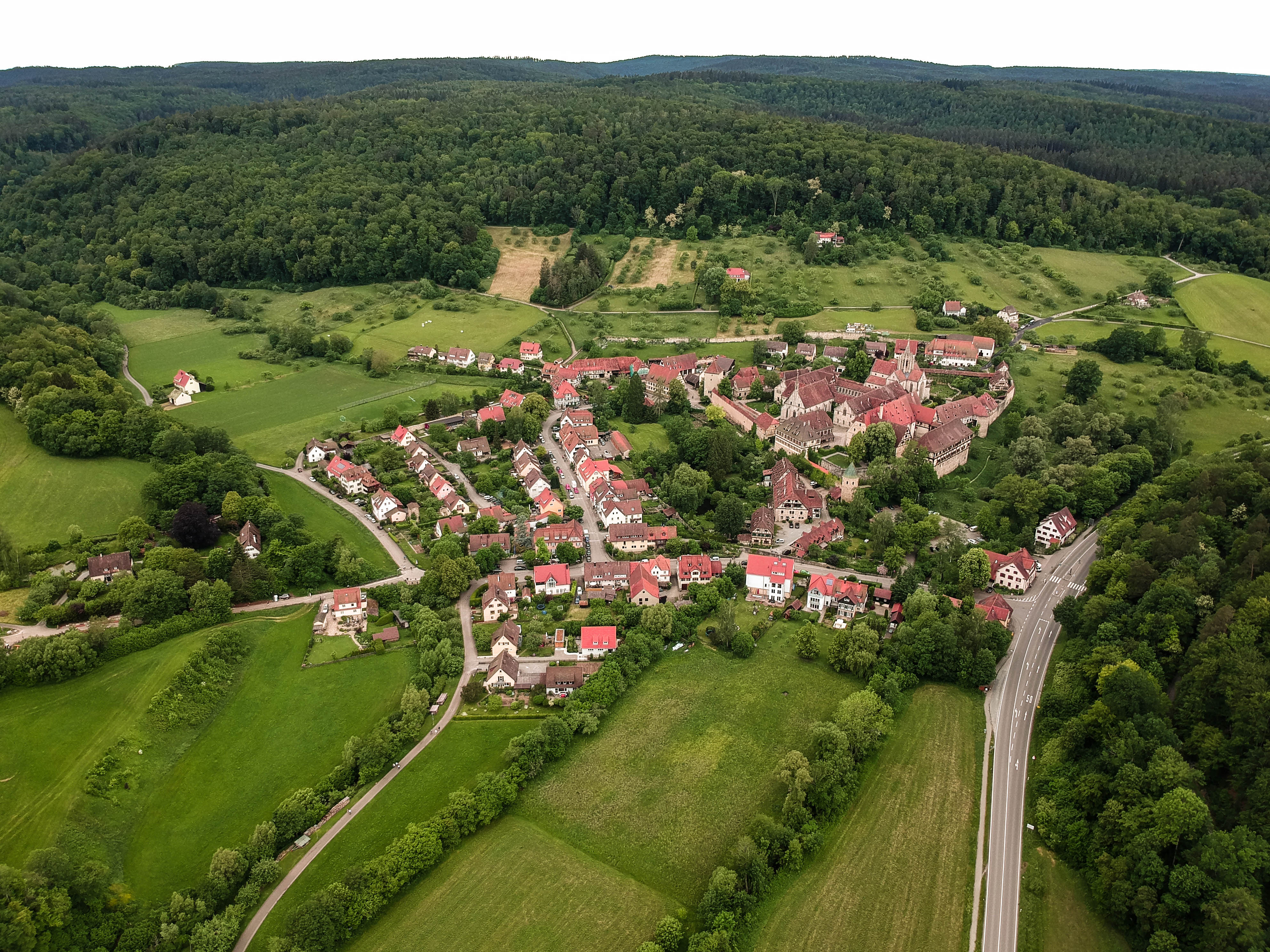
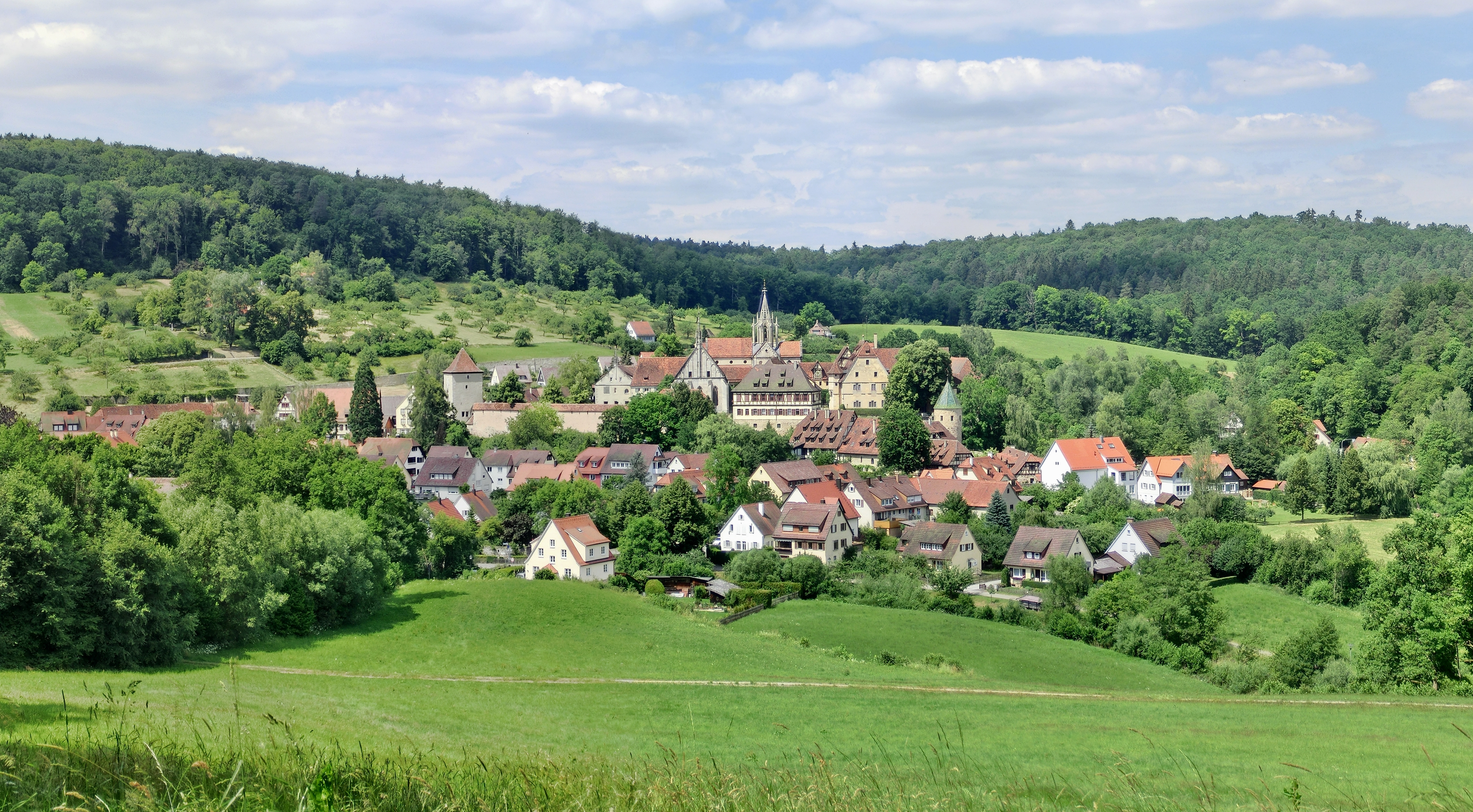
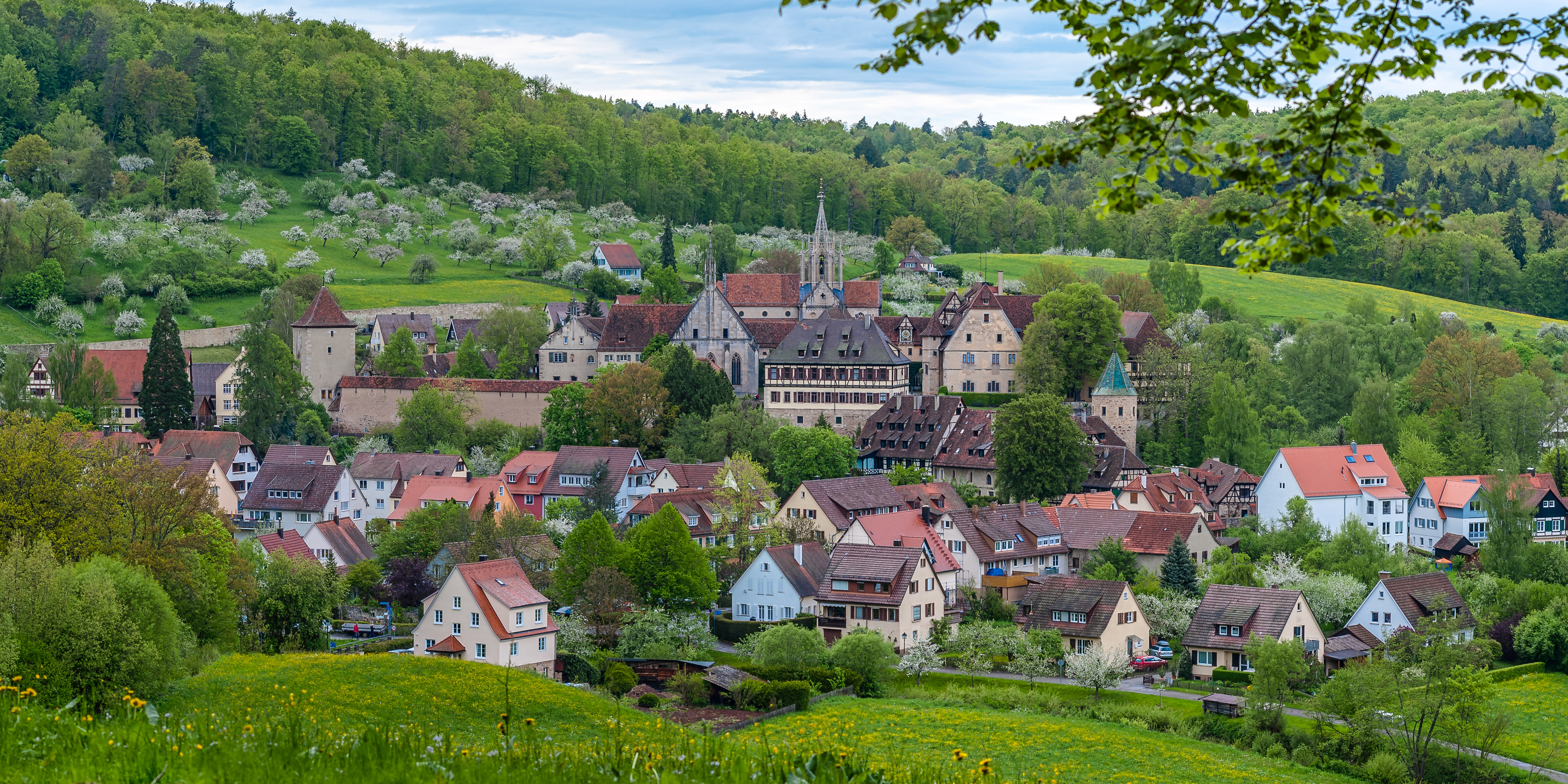
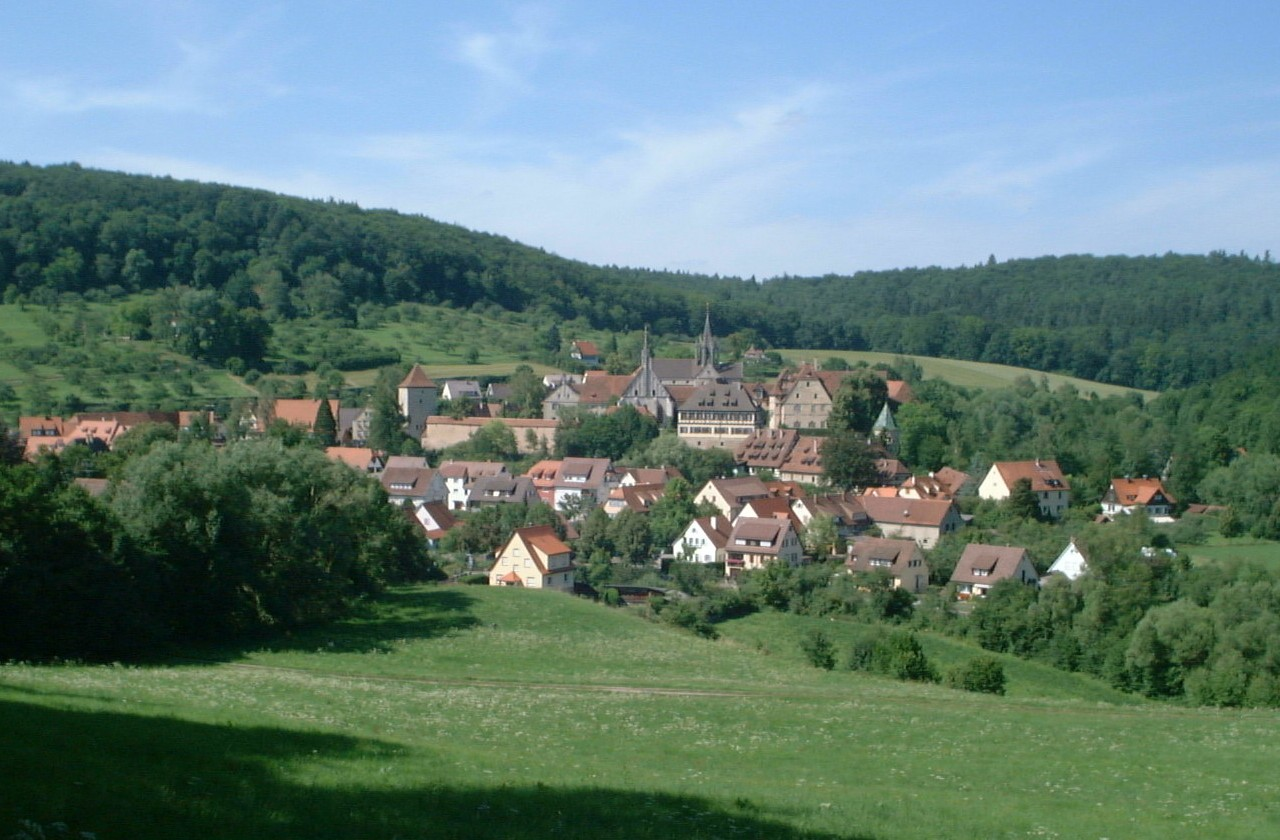
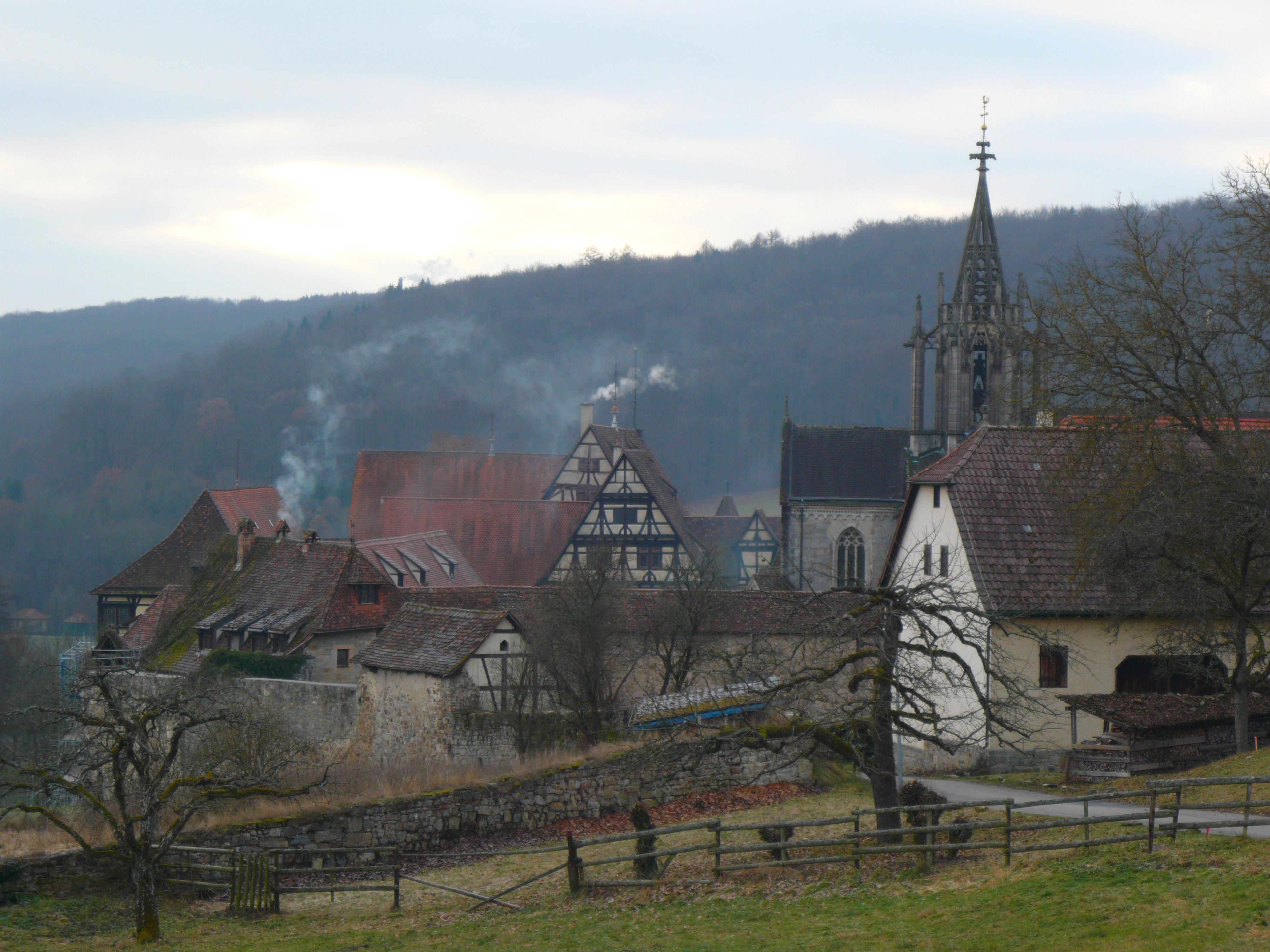
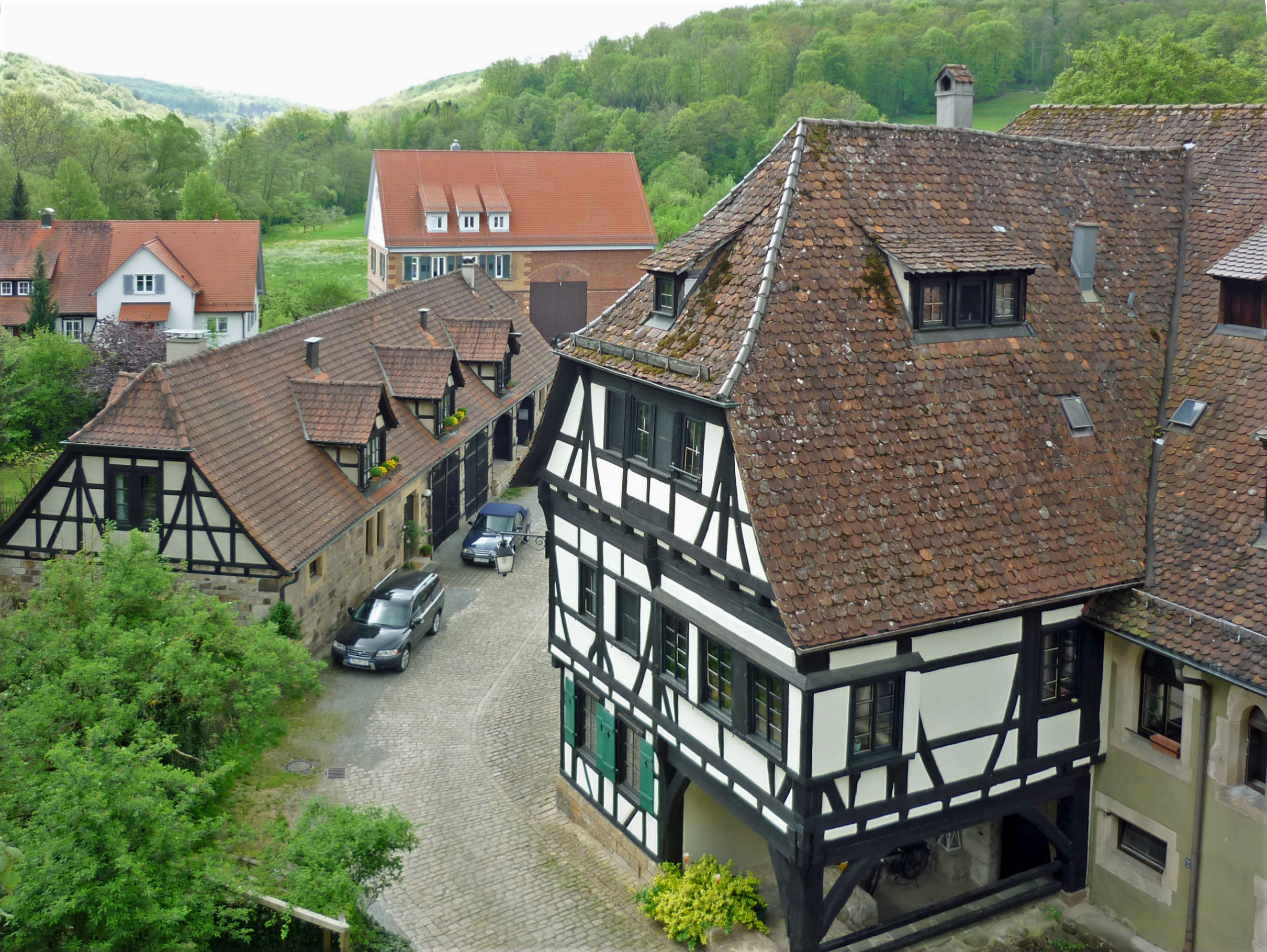
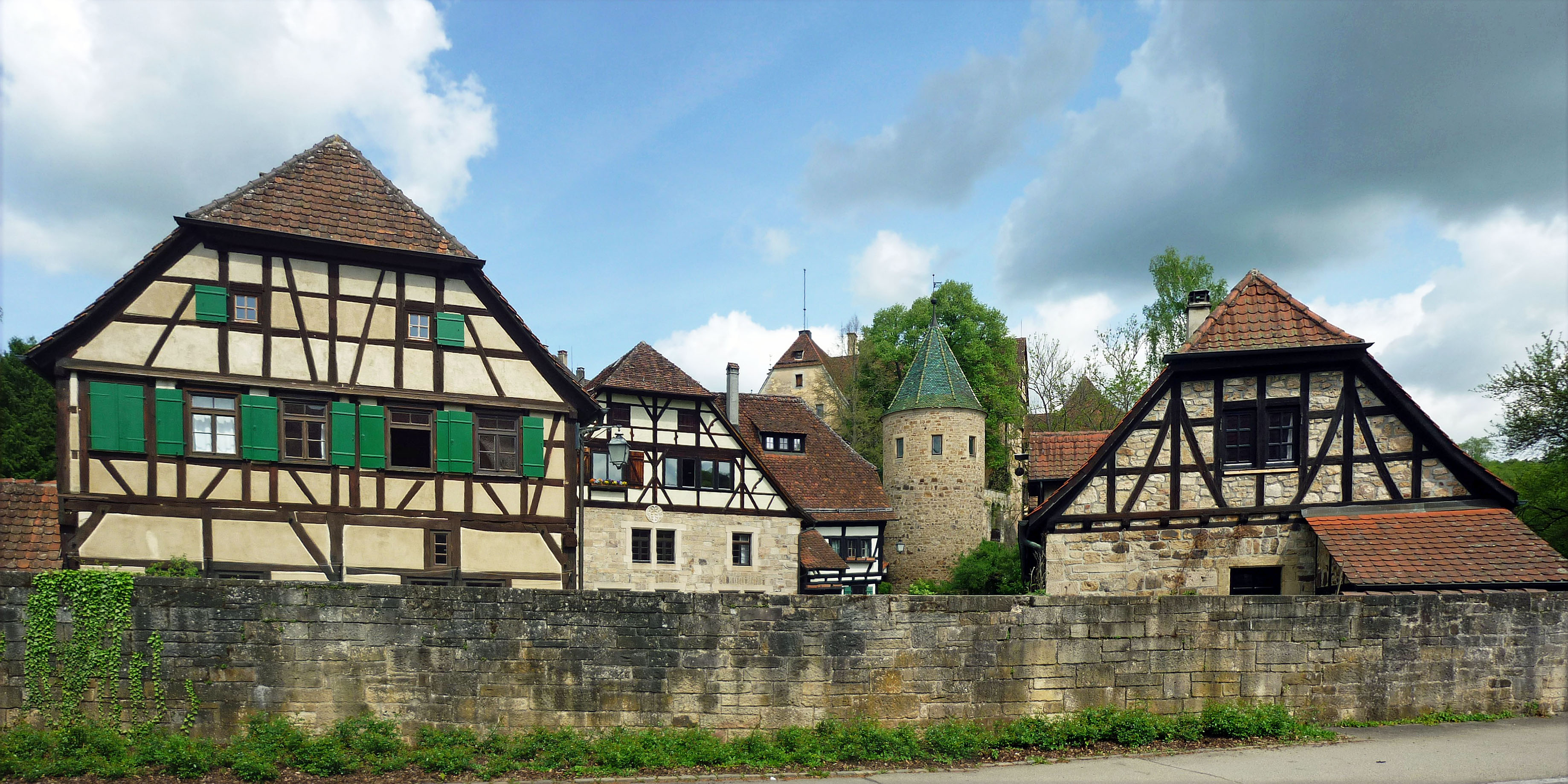
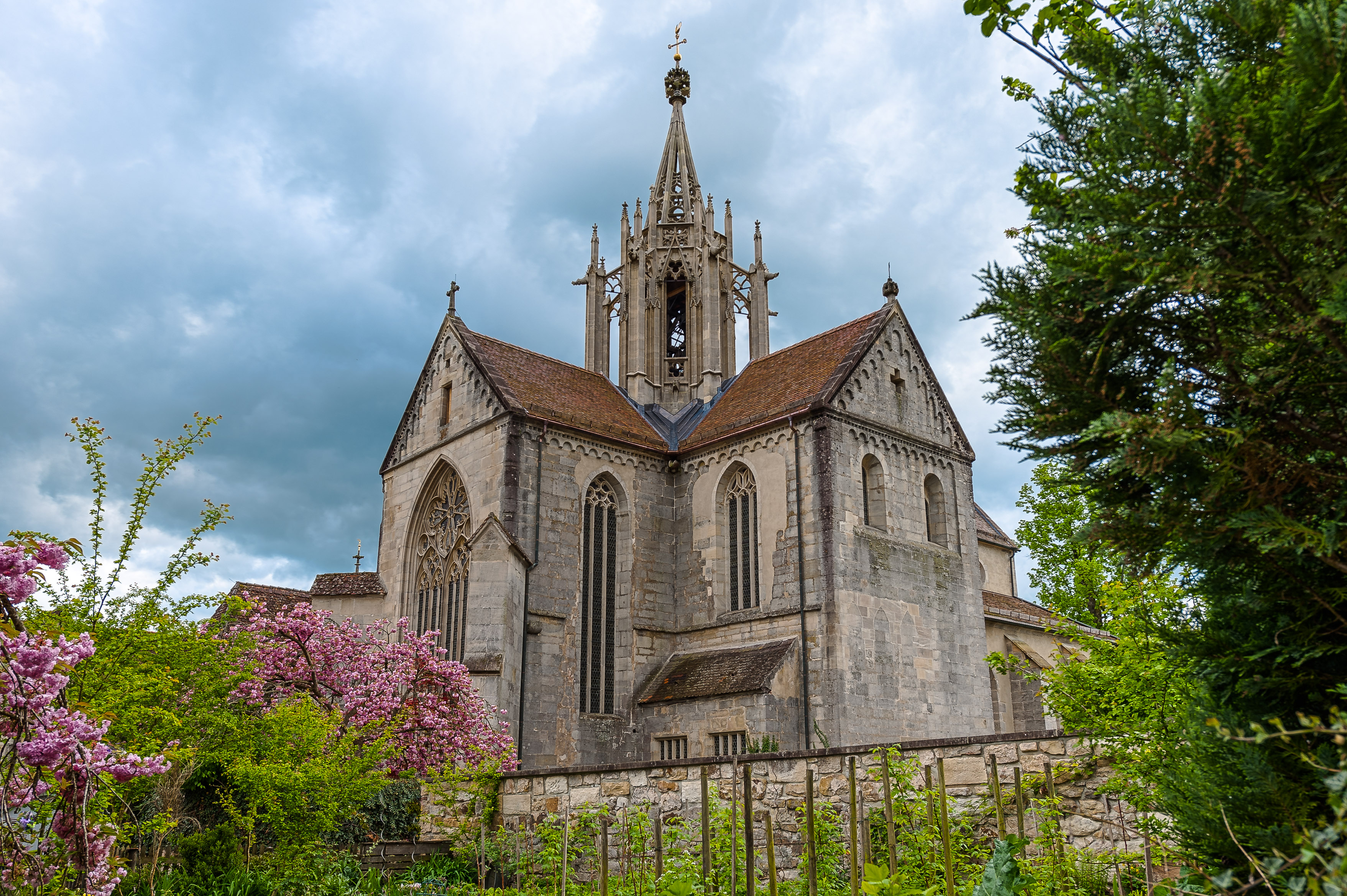
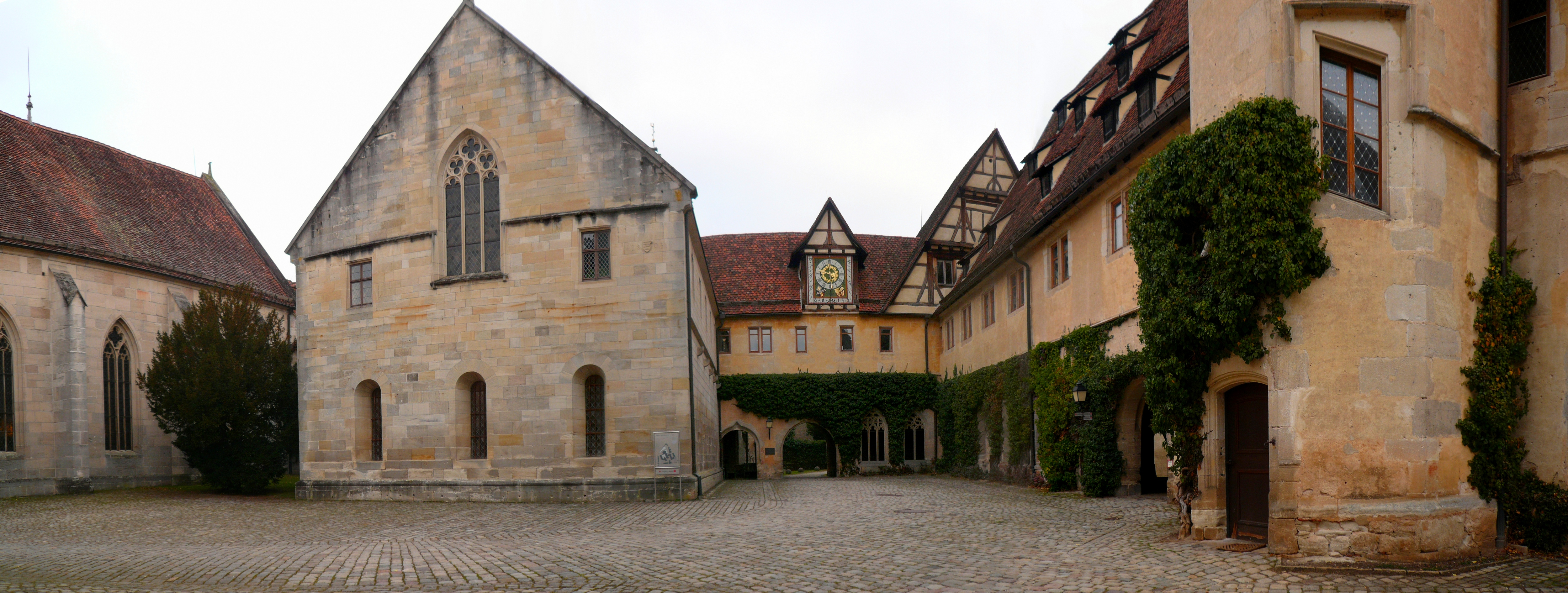
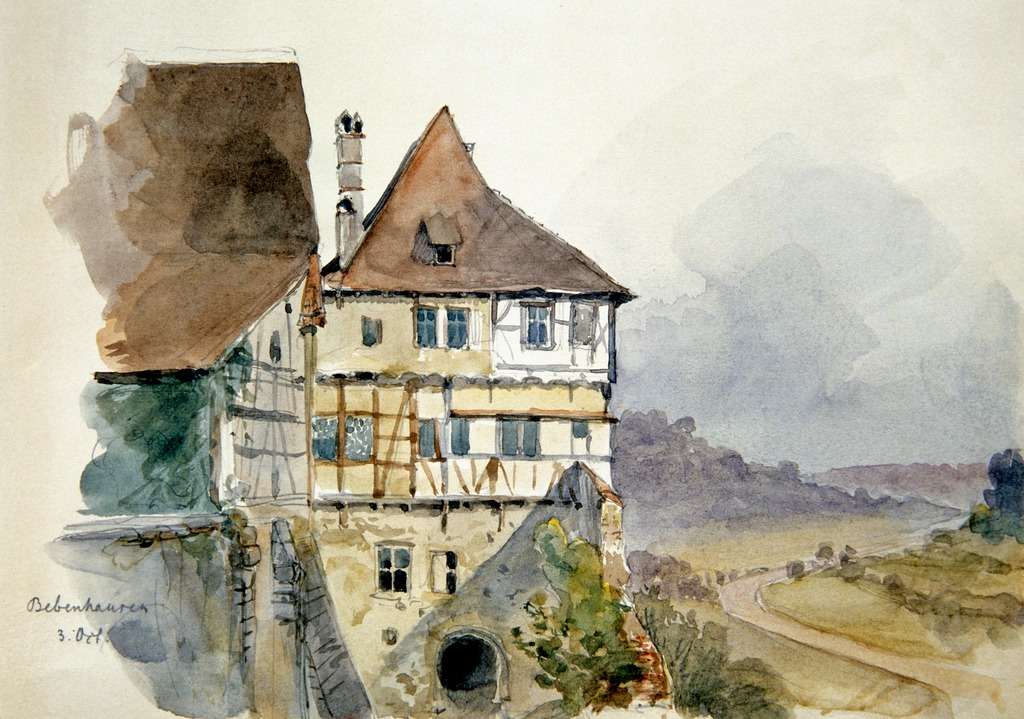
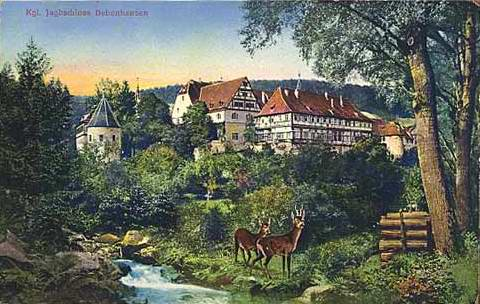
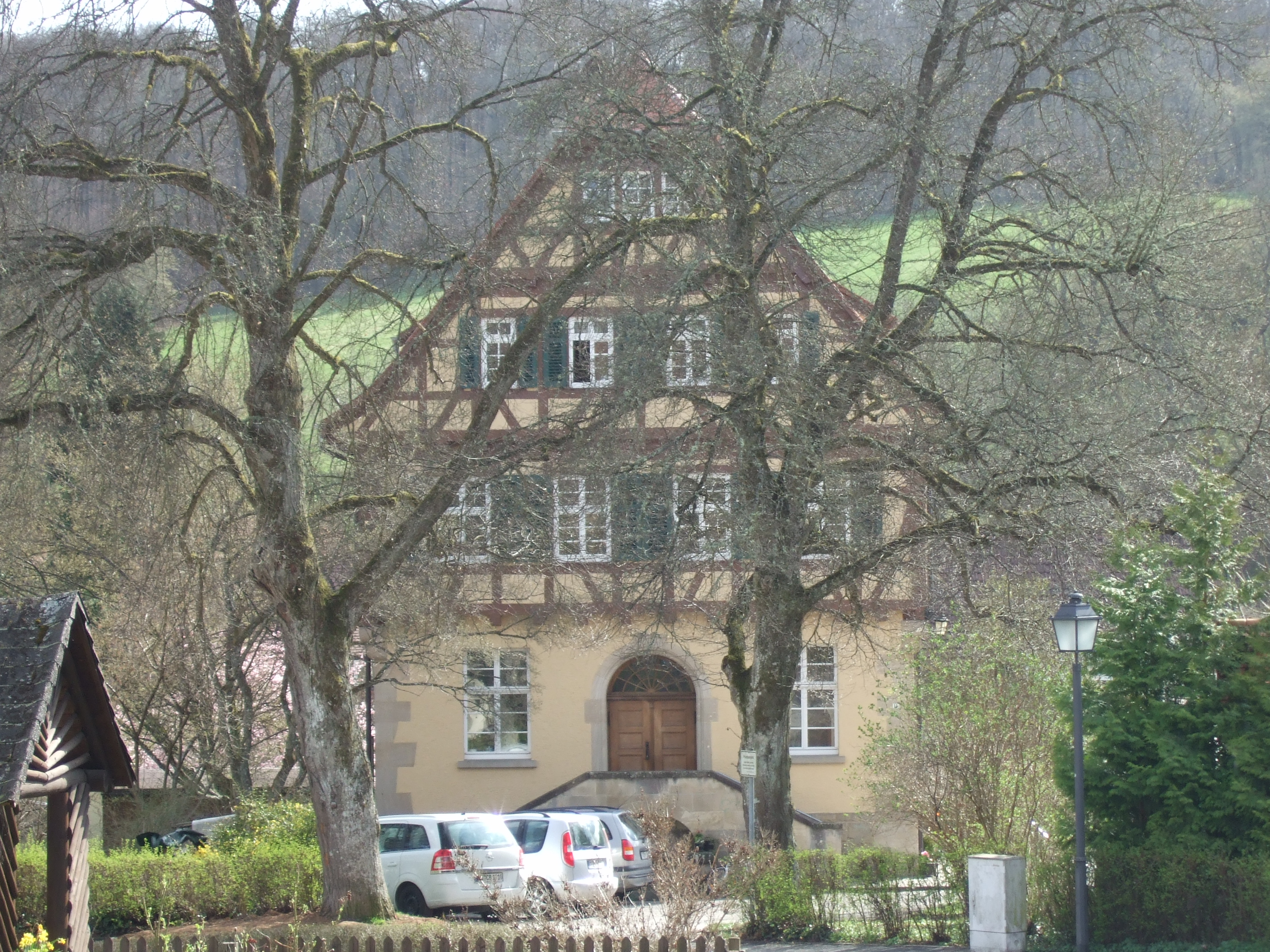
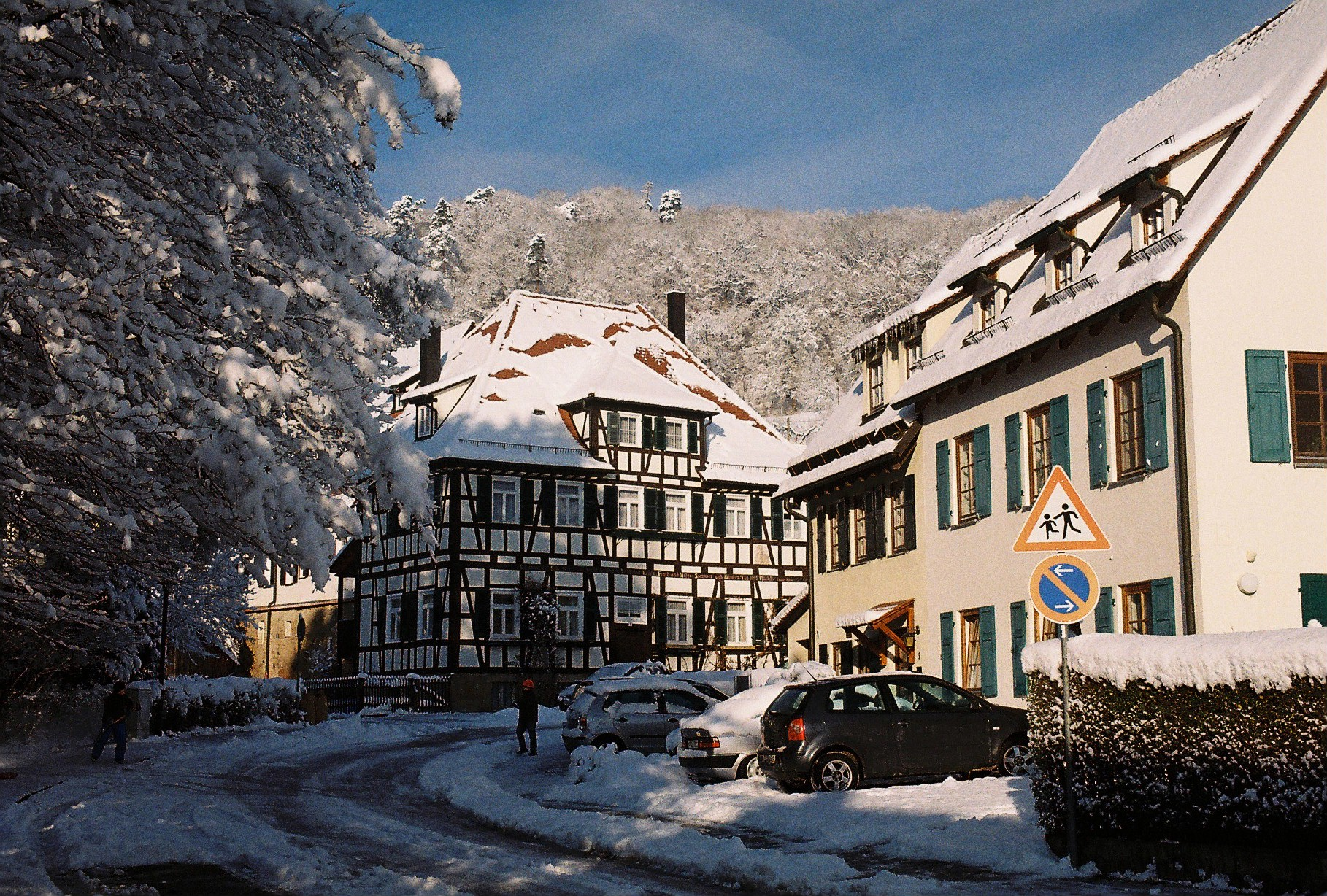
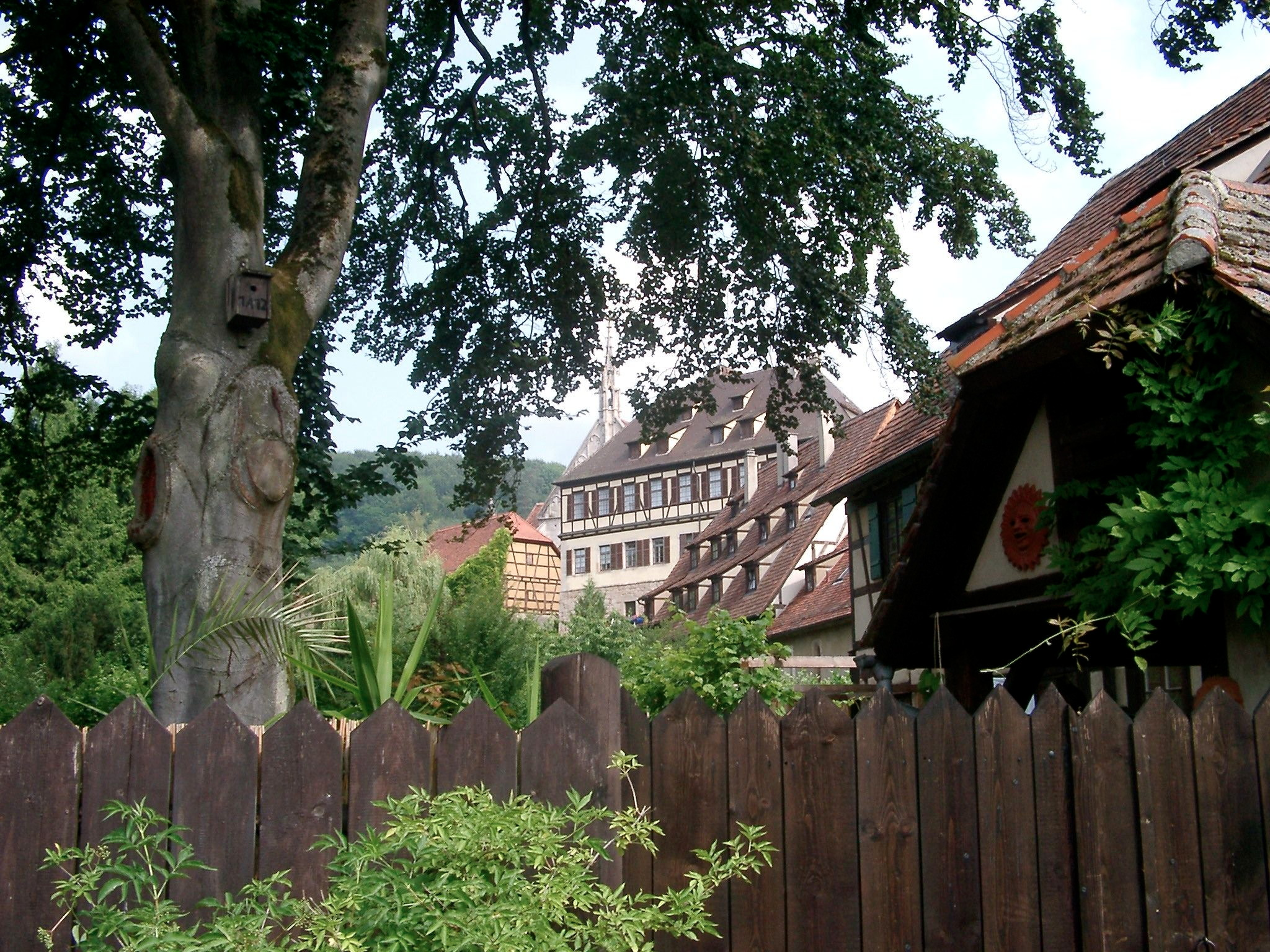